# Himad Abdelli
Himad Abdelli (Montivilliers, 17 novembre 1999) è un calciatore francese naturalizzato algerino, centrocampista dell'Angers.

## Carriera

### Club
Cresciuto nel settore giovanile del Le Havre, esordisce in prima squadra il 3 novembre 2018, disputando l'incontro di Ligue 2 perso per 1-0 contro il Niort.
Il 1º giugno 2022 viene acquistato dall'Angers, con cui stipula un contratto quadriennale con decorrenza dal 1º luglio seguente.

### Nazionale
Nel maggio 2023 viene convocato per la prima volta dall'Algeria, nazionale delle sue origini.

## Statistiche

### Presenze e reti nei club
Statistiche aggiornate al 15 dicembre 2024.
| Stagione          | Squadra           | Campionato        | Campionato | Campionato | Coppe nazionali | Coppe nazionali | Coppe nazionali | Coppe continentali | Coppe continentali | Coppe continentali | Altre coppe | Altre coppe | Altre coppe | Totale | Totale |
| Stagione          | Squadra           | Comp              | Pres       | Reti       | Comp            | Pres            | Reti            | Comp               | Pres               | Reti               | Comp        | Pres        | Reti        | Pres   | Reti   |
| ----------------- | ----------------- | ----------------- | ---------- | ---------- | --------------- | --------------- | --------------- | ------------------ | ------------------ | ------------------ | ----------- | ----------- | ----------- | ------ | ------ |
| 2016-2017         | Le Havre 2        | N2                | 2          | 0          | -               | -               | -               | -                  | -                  | -                  | -           | -           | -           | 2      | 0      |
| 2017-2018         | Le Havre 2        | N2                | 14         | 5          | -               | -               | -               | -                  | -                  | -                  | -           | -           | -           | 14     | 5      |
| 2018-2019         | Le Havre 2        | N2                | 13         | 1          | -               | -               | -               | -                  | -                  | -                  | -           | -           | -           | 13     | 1      |
| 2019-2020         | Le Havre 2        | N3                | 3          | 0          | -               | -               | -               | -                  | -                  | -                  | -           | -           | -           | 3      | 0      |
| 2020-2021         | Le Havre 2        | N3                | 4          | 0          | -               | -               | -               | -                  | -                  | -                  | -           | -           | -           | 4      | 0      |
| Totale Le Havre 2 | Totale Le Havre 2 | Totale Le Havre 2 | 36         | 6          |                 | -               | -               |                    | -                  | -                  |             | -           | -           | 36     | 6      |
| 2018-2019         | Le Havre          | L2                | 16         | 0          | CF+CdL          | 3+2             | 0+0             | -                  | -                  | -                  | -           | -           | -           | 21     | 0      |
| 2019-2020         | Le Havre          | L2                | 13         | 0          | CF+CdL          | 0+1             | 0+0             | -                  | -                  | -                  | -           | -           | -           | 14     | 0      |
| 2020-2021         | Le Havre          | L2                | 25         | 2          | CF              | 1               | 0               | -                  | -                  | -                  | -           | -           | -           | 26     | 2      |
| 2021-2022         | Le Havre          | L2                | 22         | 3          | CF              | 2               | 0               | -                  | -                  | -                  | -           | -           | -           | 24     | 3      |
| Totale Le Havre   | Totale Le Havre   | Totale Le Havre   | 76         | 5          |                 | 9               | 0               |                    | -                  | -                  |             | -           | -           | 85     | 5      |
| 2022-2023         | Angers            | L1                | 30         | 2          | CF              | 3               | 0               | -                  | -                  | -                  | -           | -           | -           | 33     | 2      |
| 2023-2024         | Angers            | L2                | 35         | 9          | CF              | 2               | 1               | -                  | -                  | -                  | -           | -           | -           | 37     | 10     |
| 2024-2025         | Angers            | L1                | 15         | 4          | CF              | -               | -               | -                  | -                  | -                  | -           | -           | -           | 15     | 4      |
| Totale Angers     | Totale Angers     | Totale Angers     | 80         | 15         |                 | 5               | 1               |                    | -                  | -                  |             | -           | -           | 85     | 16     |
| Totale carriera   | Totale carriera   | Totale carriera   | 192        | 26         |                 | 14              | 1               |                    | -                  | -                  |             | -           | -           | 206    | 27     |

### Cronologia presenze e reti in nazionale
| Cronologia completa delle presenze e delle reti in nazionale ― Algeria | Cronologia completa delle presenze e delle reti in nazionale ― Algeria | Cronologia completa delle presenze e delle reti in nazionale ― Algeria | Cronologia completa delle presenze e delle reti in nazionale ― Algeria | Cronologia completa delle presenze e delle reti in nazionale ― Algeria | Cronologia completa delle presenze e delle reti in nazionale ― Algeria | Cronologia completa delle presenze e delle reti in nazionale ― Algeria | Cronologia completa delle presenze e delle reti in nazionale ― Algeria |
| Data                                                                   | Città                                                                  | In casa                                                                | Risultato                                                              | Ospiti                                                                 | Competizione                                                           | Reti                                                                   | Note                                                                   |
| ---------------------------------------------------------------------- | ---------------------------------------------------------------------- | ---------------------------------------------------------------------- | ---------------------------------------------------------------------- | ---------------------------------------------------------------------- | ---------------------------------------------------------------------- | ---------------------------------------------------------------------- | ---------------------------------------------------------------------- |
| 18-6-2023                                                              | Douala                                                                 | Uganda                                                                 | 1 – 2                                                                  | Algeria                                                                | Qual. Coppa d'Africa 2023                                              | -                                                                      | 65’                                                                    |
| 20-6-2023                                                              | Annaba                                                                 | Algeria                                                                | 1 – 1                                                                  | Tunisia                                                                | Amichevole                                                             | -                                                                      | 85’ 90’                                                                |
| 7-9-2023                                                               | Annaba                                                                 | Algeria                                                                | 0 – 0                                                                  | Tanzania                                                               | Qual. Coppa d'Africa 2023                                              | -                                                                      | 68’                                                                    |
| 17-11-2024                                                             | Tizi Ouzou                                                             | Algeria                                                                | 5 – 1                                                                  | Liberia                                                                | Qual. Coppa d'Africa 2025                                              | -                                                                      | 75’                                                                    |
| Totale                                                                 |                                                                        | Presenze                                                               | 4                                                                      |                                                                        | Reti                                                                   | 0                                                                      |                                                                        |